# كوري جريفز
 ماثيو بولنسكي  (بالإنجليزية: Matthew Polinsky)‏ (ولد في 24 فبراير 1984), مصارع أمريكي محترف، كان معروف في الحلبات تحت أسم كوري جريفز (بالإنجليزية: Corey graves)‏ وهو يعمل حاليا كمعلق في عرض المواهب NXT و RAW , وهو أيضا بطل الNXT للفرق الزوجية في السابق مع أدريان نيفل، بولنسكي قد صارع سابقا في اتحاد الدائرة المستقلة تحت أسم ستيرلينغ جيمس كينان.

## مسيرته في المصارعة

### اتحاد الترقي المستقل
أختار بولنسكي أسمه قبل يوم واحد من أن يبدأ مسيرته في المصارعة وقد أختار أسم ستيرلينغ جيمس كينان مشابه لأسم ستيريلنغ شارب لاعب كرة القدم المفضل عنده عندما كان طفلا، ومشابه لأسم ماينارد جيمس كينان من فرقة تول 

ظهر كينان أول مرة في يوم 22 مارس سنة 2000 , وأستمر لعدة سنوات يظهر في مختلف العروض، وقد صارع ضد عدة مصارعين من ظمنهم بول لندن، آدم وندسور وأونكس، وفي عام 2002 تحالف كينان مع كريس كيج ليتمكنوا من الفوز ببطولة الفرق الزوجية بعد هزيمة لندن ووندسور 

كينان ظهر أيضا في NWA في شمال وصارع في عروض كليفلاند أول برو، وفي يوم 26 أبريل تمكن كينان مع ماد مايك من الفوز ببطولة شرق ان دبيلو أي للفرق الزوجية بعد هزيمة ذا بريمر بلاير، وكان كينان جزءا من الاتحاد المهني المستقل للمصارعة وقد فاز ببطولة يو أي بي دبليو كيستون للوزن الخفيف، وفي بداية 2005 لدأ يظهر في اتحاد فار نورث ريسلنغ (أف أن دبليو), وفي يوم 2 نوفمبر في عام 2007 فاز بمباراة باتل رويل ليفوز ببطولة أف أن دبليو للوزن الثقيل، وتمكن من هزيمة ساموا جو وراكيشي بواسطة العد الخارجي بيوم 23 أغسطس 2007 ليفوز ببطولة بلاكبارك براول ناترول للوزن الثقيل، وفي يوم 24 فبراير 2008 تمكن من الفوز ببطولة أبسلوت أنتينسي للوزن الثقيل بعد فوزه على ثلاثين مصارعا بمباراة جاونتليت 

و شارك كينان في عرض برو ريسلنغ زيرو 1 , وتمكن من الفوز ببطولة زيرو وان للولايات المتحدة الأمريكية والوزن الثقيل مرتان الأولى في يوم 8 مارس 2008 بولاية بنسلفانيا بعد هزيمته لسيد مصارعة (مستر ريسلنغ) للفوز بالبطولة لأول مرة له، ولكنه لم يحتفظ بها لأسبوع، قبل ان يخسر ضد دكتور أكس في 15 مارس 2008 بولاية نيو جيرسي، والثانية في يوم 9 مايو 2008 حيث تمكن من هزيمة جاك مانينغ في ولاية بنسلفانيا، وأحتفظ بالقب لمدة شهر واحد، قبل ان يخسر لريك لانديل في يوم 1 يونيو 2008 

و في مرور السنين أنضم كينان إلى اتحاد حلبة الشرف المشهور بالمصارعة، وقد ظهر أول مرة في عرض تحدي راوند روبن في يوم 25 أبريل 2003 , عندما اتحد مع أي زي موني في مباراة فرق زوجية لهزيمة للفوز على ذا سي أي تي، وعاد إلى حلبة الشرف بعد غياب طال لسنتين في 12 أغسطس 2005 , وشارك في مباراة تحمل الاربع زوايا التي فاز بها أيس ستيل، وفي أكتوبر 2005 خسر في مباراة فردية ضد كلاوديو كاستانيلي، ولعب في مباراة فردية أخرى ضد ايس ستيل في تاغ وورس 2006 , وانتهت المباراة بدون نتيجة، بعد تدخل كريس هيرو وذا نيكرو بوتشير، وبعد مدة ستة أشهر، في عرض ان يور فيس (في وجهك), كينان وجيسون بلايد خسرا في مباراة فرق ضد ذا الأخوان بريسكو، وظهر في اتحاد ROH بعرض فيفث ير فيستفيل (خامس مناسبة بالسنة), حيث خسر ضد جيمي رايفيل، وفي ظهور أخر له خسر ضد دالايريوس في مارس 2007 , وظهر في مصارعة حلبة الشرف في 4 أبريل 2009 عندما خسر ضد إيريك ستيفينز.

### مصارعة كارتر الدولية (2002 - 2007)
ظهر كينان أول مرة في اتحاد مصارعة كارتر الدولية (أي سي دبليو) بيوم 19 أكتوبر 2002 بعد هزيمة تروي لورد، وفي العرض الذي يليه هزم كينان سي ام بونك، قبل ان يخسر ضد شيرلي دوي، وبعدها تمكن من الفوز على جوش بروبيتون، وفي يوم 28 ديسمبر تحالف كينان مع داستن أردن لينافسا على بطولة أي سي دبليو للفرق الزوجية، ولكنهما فشلا بمايو 2003 , وشارك بعدها ببطولة أي سي دبليو الخارق وتمكن من هزيمة بي جاي ويتمير في الجولة الأولى من البطولة، ولكنه خسر ضد كولت كابانا في الجولة الثانية من البطولة 

و في سبتمبر في أي سي دبليو تمكن كينان من الفوز على البي دام ليحصل على مباراة على بطولة أي سي دبليو للوزن الثقيل، وأقيمت المباراة بيوم 1 نوفمبر 2003 عندما تمكن كينان من الفوز دينيس غريغوري لفوز بحزام البطولة، وفي يوم 22 نوفمبر تمكن من الحفاظ على لقبه بعد هزيمة غريغوري مرة أخرى في مباراة رد على الحزام، ودافع عن لقبه مرة أخرى ضد بانك بيوم 12 ديسمبر، وهزم دين ريدفورد بيوم 31 يناير 2004 وأيضا هزمه في 24 فبراير، وضد سوبر هينتاي في 6 مارس وفاز عليه، وبعد أسبوعان في يوم 20 مارس خسر كينان بطولة أي سي دبليو للوزن الثقيل بعد خسارته ضد ريدفورد، وخسر مرة أخرى ضد ريدفورد في يوم 3 أبريل، ومرة أخرى في يوم 17 أبريل في مباراة طاولات 

و في يوليو 2004 فشل كينان في تحدي كريس سابين على بطولة أي سي دبليو اندي، وفي ديسمبر بعد ان ترك سابين الحزام كشاغر، تمكن كينان من الفوز بمباراة رباعية ضد كيتي وليامس، جوش بروبتين وجونس ماكتشينسي ليفوز بحزام البطولة الشاغر، ودافع عن لقبه بنجاح بعد هزيمة أي جاي ستايلز في 24 فبراير 2005 وهزم كلاوديو كستانيلي في نفس الليلة، وفي أبريل دافع عن لبقه بعد الفوز على نات ويب، قبل ان يخسر ضد جاستين لودل بواسطة العد الخارجي في اخر دفاع له على حزامه في يوم 29 أبريل 2005 , وفي نفس الليلة فاز ماكتشينسي بطولة سوبر آندي وفاز بالبطولة حتى وانه لم يهزم كينان، وفي الليلة التي تليها أقميت مباراة بين كينان وماكتشيني على حزام البطولة ولكن انتهت المباراة بعد خارجي مزدوج 

و في مارس 2006 فشل كينان في هزيمة دوي على بطولة أي سي دبليو للوزن الثقيل، وفي سبتمبر شارك كينان في بطولة والفائز يفوز ببطولة أي سي دبليو للون الثقيل، ولكنه اقصي في الجولة الأولى من قبل ريكي ريس، وفي يوم 4 أغسطس خسر كينان مباراة أخرى على البطولة لكن هذه المرة كانت ضد عدوه لمدة طويلة دينيس غريغوري، وكانت هذه أخر مباراة له في الشركة.

### وان برو ريسلنغ (2005 - 2009)
كينان ظهر أول مرة في المملكة المتحدة في عرض 1 برو ريسلنغ (1PW) في عرض كرول تويست أوففيت، وفي يوم 1 أكتوبر 2005 تمكن من الفوز على ديلو براوين، وشكل بسرعة تحالف مع أبيس، وهزما سابو ويولف هيرمان في مباراة هارديكور للفرق الزوجية، وفي يوم 7 يناير 2006 شارك كينان في بطولة لتحديد بطل 1 بي دبليو للوزن الثقيل، ولكنه هزم من قبل أي جاي ستايلز في الربع النهائي 

و دخل بعدها في عداء مع سبود، وهزمه في يوم 26 مايو في عرض (أعرف عدوك في ليلة واحدة) في عرض نادي القتال، وهزم كينان سبود مرة أخرى في قتال المدينة الحديدة للشوراع، وبعد ثلاثة اسابيع، كينان أخذ مكان مات هيسون في مباراة فرق زوجية عندما تحدى هو وسبود جودي فليستش وجوني ستورم على بطولة 1 بي دبليو للفرق الزورجية، وكلنهما لم يفوزا بعد ان قام كينان بمهاجمة سبود خلال المباراة، وفي أغسطس في مباراة فرق جمعت بين كينان وهيسون ضد فريق سبود وتيدي هارت وأنتهت المباراة بدون نتيجة بعد دخول عدد كبير من المصارعين، مما ادى إلى مباراة 10 رجال للفرق من نوع الأقصاء وفاز فريق كينان 

و في أبريل 2007 تحدى كينان روميو روسيل على بطولة ان يو ريسلنغ ايفلوشن للوزن الثقيل، ولكن تم أقصائه بعد أستخدام الحزام كسلاح للضرب، وقام بتحدي يولف هيرمان على بطولة 1 بي دبليو للوزن الثقيل، ولكنه فشل بالفوز بمبارة رباعية بعد ان حافظ هريمان على حزامه في يوم 29 يونيو، وفشل كينان بالفوز بالبطولة مرة أخرى في يوم 30 يونيو وأخرى في 18 أغسطس، وفي يوم 13 أكتوبر تمكن كينان من الفوز على هيرمان في مباراة القفص الحديدي والفوز بالبطولة، ودافع كينان عن لقبه بنجاح ضد دوغ وليامس في يوم 25 يناير 2008 , ومارتن ستون ودارين بورديغ وابيس في مباراة رباعية لاحقا تلك الليلة، وقد دافع عن لقبه مرة أخرى في أكتوبر عندما هزم جوني موس بواسطة الاقصاء، وحافظ على لقبه كنتيجة، وفي نفس الشهر تمكن كينان من هزيمة رايفين للحفاظ على حزام البطولة، وخسر كينان الحزام ضد مارتن ستون في 18 أبريل 2009 بعد ان احتفظ به لمدة 554 يوما، وأستكمل عدائه مع ستون لكنه فشل بالفوز 2009 , وظهر اخر مرة 1 بي دبليو في شهر نوفمبر 2009.

## الدبليو دبليو إي
قبل أن يقوم كينان بالتوقيع للشركة ظهر عدة مرات منها ضد سي ام بونك في مباراة دارك عندما خسرها في عرض سماكداون، وفي يوم 6 يونيو 2006 عندما تحالف مع جون بولين لسخروا ضد جيمي نوبل وكيد كاش في مبارتة فرق ثنائية، وظهر أيضا في عرض هيت بيوم 6 أغسطس عندما خسر ضد فال فينيس، ظهر كينان في يوم 10 أغسطس 2007 في عرض السماكداون عندما تعرض للتحطيم بسهولة من قبل مارك هنري.

### عروض المواهب (2011 - 2014)
و في يوم أغسطس 2011 تم اعلان عن أن بولنسكي وقع عقدا مع الدبليو دبليو أي لصيارع في عرض فلوريدا تشامبيون شيب ريسلنغ (أف سي دبليو) وتم أعطائه اسم كوري جريفز , وظهر في اف سي دبليو أول مرة في 25 سبتمبر عندما خسر ضد إيريك رون، وفي السنة التي تليها بيوم 17 مارس 2012 تمكن جريفز مع جاك كارتير من الفوز ببطولة اف سي دبليو للفرق الزوجية بعد هزيمة بو دوتاندو وهاسكي هاريس، وعندما قامت الدبليو دبليو أي بدمج اف سي دبليو وان اكس تي في يونيو 2012 ذهب جريفز وكارتير إلى ان اكس تي وتمكنا من الفوز على سي جي باركر ونيك روغيرس في مباراة فرق زوجية في يوليو 

و في يوم 14 نوفمبر 2012 بدأ جريفز يصارع فرديا وحده وتمكن من الفوز على أوليفر غري، وبعدها هزم يوشي تاتسو بواسطة الإخضاع في شهر ديسمبر، قام جريفز بمهاجمة بطل الآن اكس تي سيث رولينز وحصل على مباراة على حزام بطولة الآن اكس تي في يوم 2 يناير 2013 ولكنه لم يفز بالحزام وذلك بعد ان هزم رولينز بالأقصاء بعد تدخل أصدقاء رولينز فريق الدرع، وبعدها تمكن من الفوز على زميله السابق كارتير في مباراة فردية، وهزم أليكس رايلي في مباراة فردية أخرى، واجه جريفز بعدها كونر في مباراة لتحديد المنافس الأول لبطولة الآن اكس تي ولكن المباراة انتهت بدون نتيجة بعد ان هاجم فريق الدرع كلاهما، وخسر لاحقا جريفز مباراة ثلاثية لتحديد المنافس الأول، ودخل بعدها جريفز في عداء مع فريق الدرع، وقام بمواجه رولينز على بطولة الآن اكس تي في مباراة الخشابون ولكنه خسر بعد ان تدخل فريق الدرع لمساعدة رولينز، وفي مايو 2013 دخل كوري في عداء مع فريق عائلة وايت وبعدها خسر مباراة ضد قائدهم براي وايت، وذلك بعد ان قام وايت بأقصاء جريفز في مباراة باتل رويل، وتحالف جريفز مع كسوز أونو ولكنهما خسر ضد فردي عائلة وايت لوك هاربر وإيريك رون على بطولة الآن اكس تي للفرق الزوجية، جريفز، أون مع أدريان نيفل تحالفوا جميعا لمواجه عائلة وايت في مباراة ست رجال ولكنهم خسروا، وبعدها قام وايت بأصابة أونو، أتحد جريفز مع نيفل وفي يوم 17 يوليو في عرض ان اكس تي تمكن الاثنان من الفوز على هاربر ورون للفوز ببطولة ان اكس تي للفرق الزوجية، واحتفظا بها لمدة ثلاثة أشهر لكنهما خسراها ضد ذا اسنشين في سبتمبر، وقام بعدها جريفز بخيانة نيفل ومهاجمته، وأقيمت بعدها مباراة بين نيفل وجريفز في ان اكس تي وتمكن جريفز من اجبار نيفل على الاستسلام، وبعدها تعرض جريفز لأصابة ابعدته لأشهر، حتى عاد في يناير 2014 , ودخل في عداء مع سامي زين، وفي يوم 6 مارس في ان اكس تي تمكن زين من هزيمة جريفز، ولكن جريفز عاد وفاز على زين في 3 أبريل 2014 , وبعدها تحالف مع ذا اسنشين لمواجهة زين وذا أوسو في مباراة ست رجال ولكنه خسر، و تعرض لأصابة ثانية أبعدته لعدة أشهر.

### في التعيلق
و في يوم 11 ديسمبر في عرض ان اكس تي تايك أوفر: أر يفلوشين أعلن جريفز عن أعتزاله المباريات وذلك خوفا على حياته من الموت المفاجأ في الحلبة، و أنضم إلى المعلقين، و قام تريبل اتش بأعطائه عقد لمدة عامين للتعليق في العرض التمهيدي لعرض الرو.

## مواضيع أخرى
جريفز متاح للعب في لعبة WWE2K15 ضمن اختيار WHO GOT NXT توجد مبارايته في ان اكس تي، و هو متاح للعب ضمن بقية الاختيارات أيضا.

## الحياة الشخصية
كان بولنسكي يتدرب مع اصدقائه الذين يأتون إلى محله للوشوم، فهو معروف بوشومه، فقد كان يمتلك وشمان منهما قبل ان صيبح في 18 , و بعدها أصبح يمتلك وشوم على يديه وحتى لديه وشم على رقبته، و هو متزوج ولديه 3 أولاد وهو متزوج من عارضة الازياء آمي ولديهما 3 أطفال الأول ولد أسمه كاش مايكل وأبنتان هما لينين بايج ولول جان.

## في المصارعة
- الحركات القاضية
- على هيئة كوري جريفز
- لاكي 13 (حركة أخضاع على القدم)
- على هيئة ستيرلنغ جيمس كينان
- أم كي يوترا (رفع من الخلف)
- الحركات الخاصة
- على هيئة كوري جريفز
- تشوب بلوك
- سحب القدم الواحدة
- على هيئة ستيرلنغ جيمس كينان
- سوبلكس التنين
- حركة كسر الظهر
- خنق في الحبال
- أس تي أو
- باور بومب powerbomb
- ألقاب يلقب بها
- لديه العديد من الأسماء

## بطولاته وأنجازاته
- 1PW Heavyweight Championship مرة واحدة
- AIW Absolute Championship مرة واحدة
- Natural Heavyweight Championship مرة واحدة
- FNW Heavyweight Championship مرة واحدة
- FCW Florida Tag Team Championship مرة واحدة مع جاك كارتير
- FC Tag Team Championship مرة واحدة
- IWC Heavyweight Championship مرة واحدة
- IWC Super Indy Championship
- Zero-One United States Heavyweight Championship مرتين
- UIPW Keystone Cruiserweight Championship مرة واحدة
- NXT Tag Team Championship مرة واحدة مع أدريان نيفل

## روابط خارجية
- كوري جريفز على موقع IMDb (الإنجليزية)
- كوري جريفز على موقع قاعدة بيانات الفيلم (الإنجليزية)
- كوري جريفز على موقع دبليو دبليو إي (الإنجليزية)
- كوري جريفز على موقع CageMatch worker (الإنجليزية)
- كوري جريفز على موقع قاعدة بيانات المصارعة على الإنترنت (الإنجليزية)
- كوري جريفز على موقع عالم المصارعة على الإنترنت (الإنجليزية)
- كوري جريفز على موقع عالم المصارعة على الإنترنت (الإنجليزية)